# Frenchman
Frenchman é uma comunidade não incorporada no condado de Churchill, estado do Nevada, Estados Unidos. Frencham fica ao longo da U.S. Route 50 a 48  quilómetros a este-sudeste de  Fallon.O código GNIS é 857995